# Thesenjournalismus
Thesenjournalismus ist eine meist abwertend gemeinte Bezeichnung für eine als einseitig wahrgenommene und nicht der Wahrheit, sondern einer „These“ verpflichtete Form des Journalismus.
Gemäß Vinzenz Wyss et al. versteht der Thesenjournalist sich als Provokateur und vertritt einseitig eine bestimmte Auffassung, der er mit seiner Berichterstattung Aufmerksamkeit verschaffen will. Diese Einstellung unterscheidet den Thesenjournalisten vom investigativen Journalisten, der als „Detektiv“ Missstände aufdecken will, oder vom anwaltschaftlichen Journalisten, der sich als Anwalt eines Anliegens versteht, für das er Verständnis wecken will.
Kurt W. Zimmermann definierte den Thesenjournalismus in der Weltwoche als „Umkehr von Recherche und Konklusion“. Während der normale Journalist Informationen sammle und sich daraus eine Meinung bilde, fasse der Thesenjournalist zuerst die Meinung und sammle dann nur noch Informationen, die diese Meinung stützen würden, während er die anderen Fakten verschweige.